# Koenigsegg CC850
Der Koenigsegg CC850 ist ein Sportwagen des schwedischen Herstellers Koenigsegg Automotive. Er ist auf 70 Exemplare limitiert.

## Ausstattung
Dieses Fahrzeugmodell mit abnehmbaren Hardtop hat einen Fünfliter-V8-Mittelmotor mit Twin-Turbo-Aufladung. Die Leistung beträgt 872 kW (1185 PS) bei 7800/min bei normaler Benzin-Betankung und 1019 kW (1385 PS) bei 7800/min mit E-85-Kraftstoff. Das Armaturenbrett hat analoge Instrumente. Der Motorblock ist aus Aluminium. Der Motor hat eine Flat-Plane-Kurbelwelle, zweimal zwei obenliegende Nockenwellen (DOHC) und Trockensumpfschmierung. Zusätzlich sind zwei Turbolader mit Keramikturbinen und einem maximalen Ladedruck von 1,5 bar bei Nutzung von Benzin und mit einem maximalen Ladedruck von 1,7 bar bei Nutzung von E-85-Kraftstoff eingebaut. Die Karosserie besteht aus Sandwichschalen aus kohlenstofffaserverstärktem Kunststoff mit Aluminiumwaben. Der Wagen hat Scheibenbremsen mit Scheiben aus Siliziumkarbidkeramik und Fahrdynamikregelung (ESP). Für den Komfort sorgen Leder- oder Alcantara-Bezüge, eine Einparkhilfe, Klimaanlage, Rückfahrkamera und hydraulische Öffnungsautomatik der Scherentüren. Es ist sowohl eine Rechts- wie auch eine Linkslenkerausführung möglich.

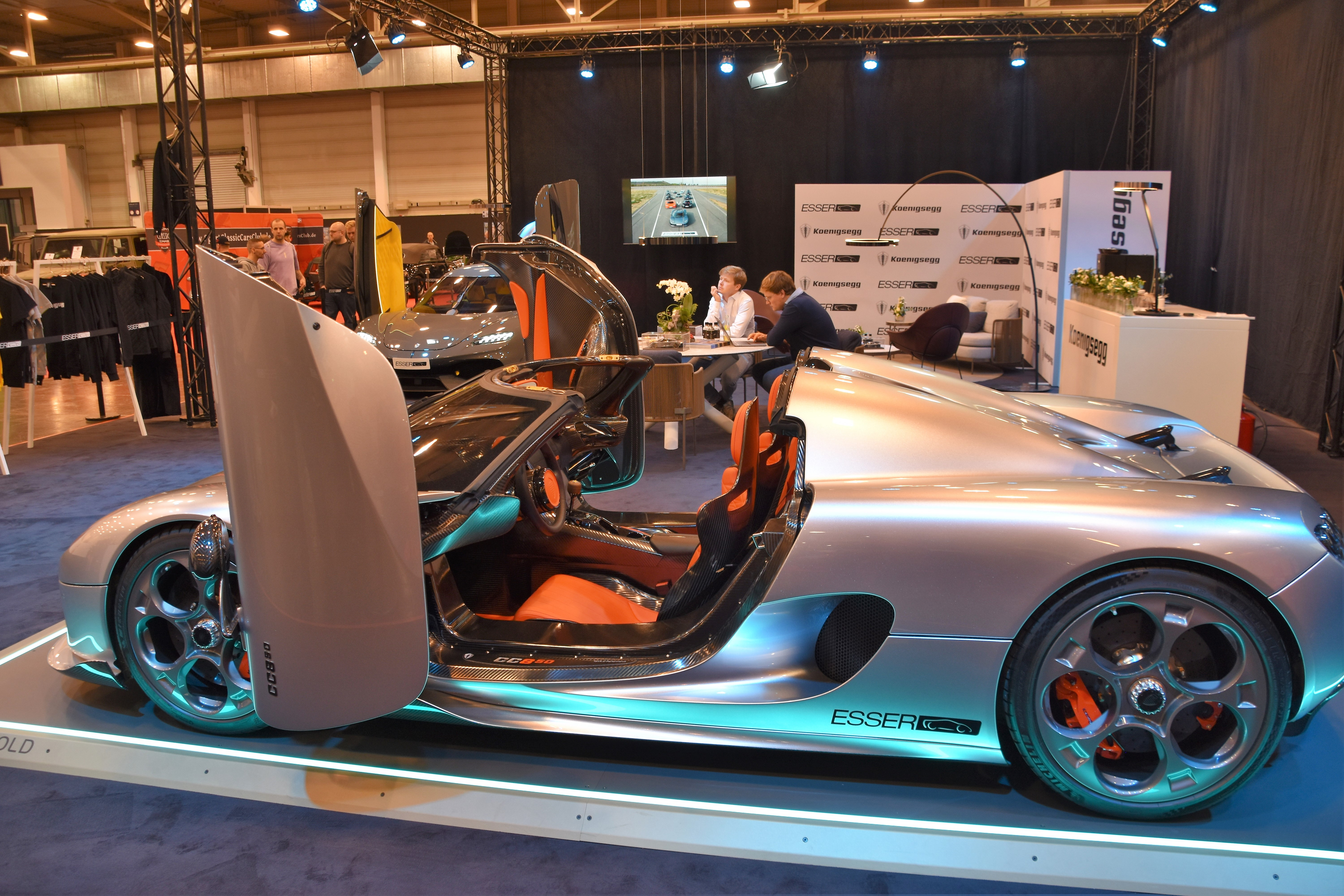
Ansicht Fahrerseite mit offenen Türen des Koenigsegg CC850
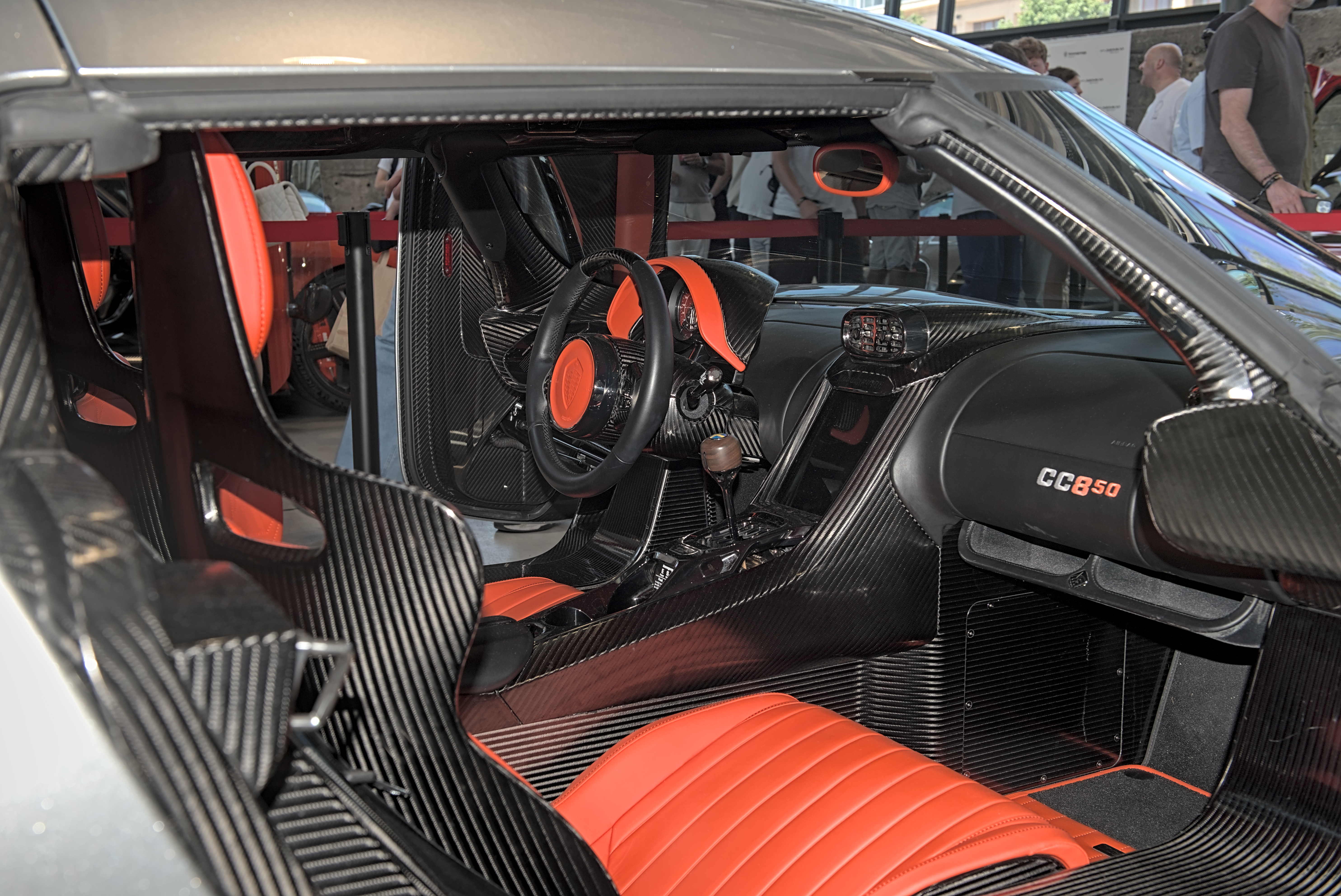
Cockpit des Koenigsegg CC850

## Technische Daten
|                            | Koenigsegg CC850                                                                  |
| -------------------------- | --------------------------------------------------------------------------------- |
| Motor                      | Twin Turbo-Motor mit 5,065 Liter Hubraum, 4 Ventile pro Zylinder, Gewicht: 185 kg |
| Bohrung                    | 92 mm                                                                             |
| Hub                        | 95,25 mm                                                                          |
| Verdichtungsverhältnis     | 8,71:1                                                                            |
| Drehmoment                 | 1385 Nm bei 4800/min                                                              |
| Getriebe                   | 6-Gang-Schaltgetriebe / 9-Gang-Automatikgetriebe mit elektronischem Differential  |
| Bremsen                    | Keramikscheibenbremsen mit 410 mm/395 mm Durchmesser (vorn/hinten)                |
| Lenkung                    | Zahnstangenlenkung mit Servo                                                      |
| Leergewicht                | 1.385 kg                                                                          |
| Radstand                   | 2.700 mm                                                                          |
| Reifengröße (vorn/hinten)  | vorn: 265/35-20, hinten: 325/30-21                                                |
| Höchstgeschwindigkeit      | 321 km/h                                                                          |
| Beschleunigung, 0–100 km/h |                                                                                   |
| Beschleunigung, 0–200 km/h |                                                                                   |
| Beschleunigung, 0–300 km/h | < 12 s                                                                            |
| Verbrauch                  |                                                                                   |
| Tankinhalt                 | 72 Liter                                                                          |